# Gerald Fishman

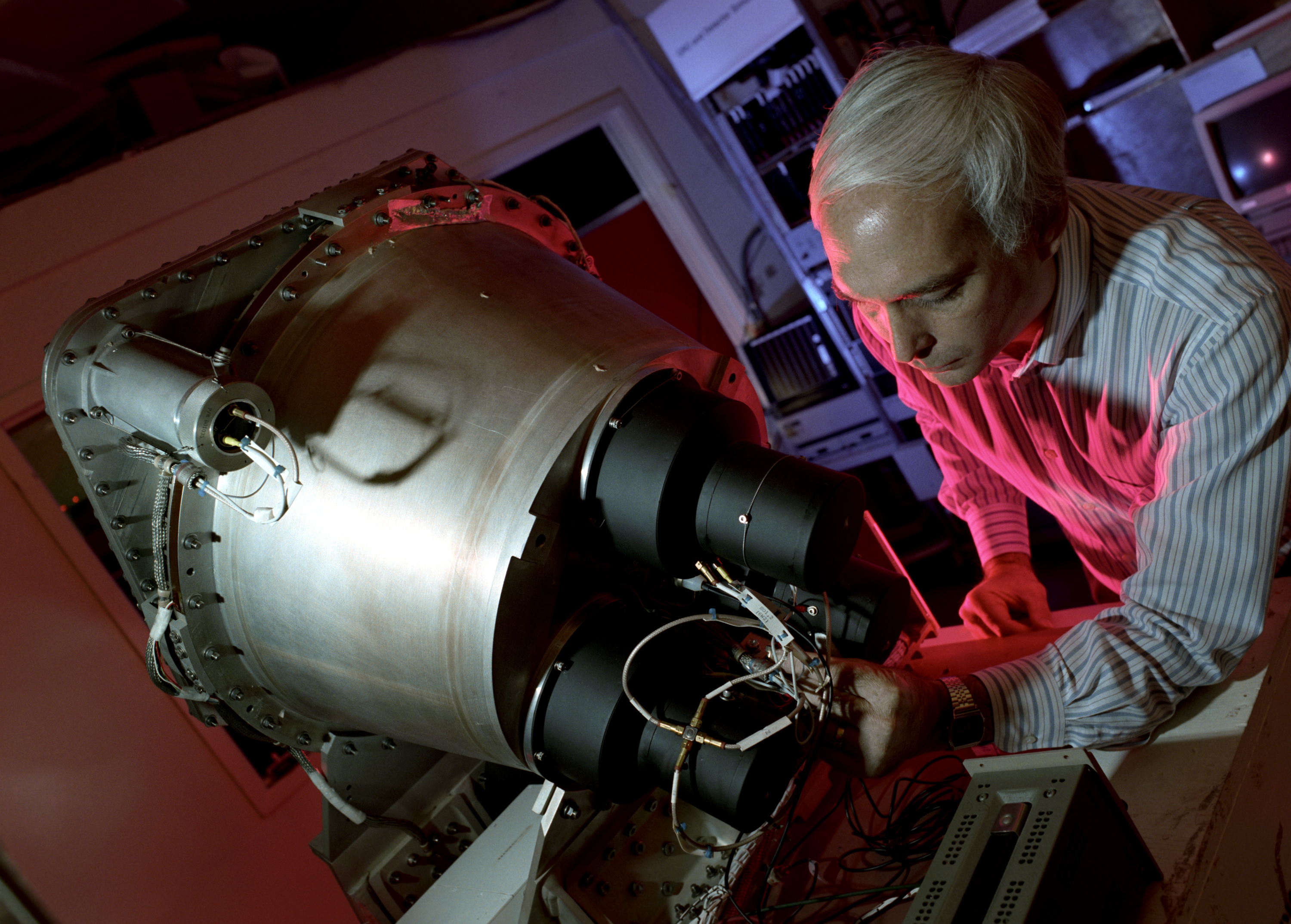
Gerald Fishman (1991)

Gerald Jay Fishman  (* 10. Februar 1943 in St. Louis) ist ein US-amerikanischer Astrophysiker, bekannt für Untersuchungen von Gamma Ray Bursts.
Fishman studierte Physik an der University of Missouri in Columbia (Bachelor 1965) und der Rice University in Houston mit dem Master-Abschluss 1968 und der Promotion in Space Science 1969. Er war dort Teil einer Gruppe, die in Ballonexperimenten erstmals Gammastrahlung aus dem Krebsnebel nachwies. Nach der Promotion war er bis 1974 bei der Teledyne Brown Engineering Corporation in Huntsville (Alabama). Ab 1974 war er Wissenschaftler am Marshall Space Flight Center (MSFC) der NASA, ab 1977 fest angestellt als Staff Scientist. Er war dort Principal Investigator für das Compton Gamma Ray Observatory (CGRO) der NASA (das 1991 bis 2000 operierte) mit dem BATSE-Detektor (Burst and Transient Source Experiment). Mit ihm gelang die Identifizierung der bis dahin mysteriösen, schon in den 1960er Jahren im Rahmen von Beobachtungssatelliten für Atomtests beobachteten Gamma Ray Bursts. Zurzeit ist er unter Bill Paciesas einer der leitenden Wissenschaftler am Gamma Ray Burst Monitor, einem der Instrumente im Fermi Gamma Ray Space Telescope, das 2008 startete. Nach wie vor werden auch noch CGRO Daten ausgewertet (2012).
Mit BATSE konnte die isotrope Verteilung der GRBs nachgewiesen werden, was darauf deutete, dass die Quellen extragalaktischen Ursprungs sind. Direkt nachgewiesen wurde dies 1997, als der italienisch-niederländische BeppoSAX erstmals ein Nachglühen einer GRB beobachten und wenig später eine Rotverschiebung bestimmt werden konnte. 1994 entdeckte Fishman mit dem CGRO-Team auch Gammablitze über Gewittern auf der Erde.
1982, 1991 und 1993 erhielt er den Outstanding Scientific Achievement Award der NASA. 1994 erhielt er den Bruno-Rossi-Preis. 2011 erhielt er mit Enrico Costa den Shaw Prize für ihre Forschungen über Gamma Ray Bursts. 1995 wurde er Fellow der American Physical Society.
Er ist seit 1967 verheiratet und hat zwei Kinder. Er lebt in Hampton Cove in Huntsville, Alabama.